# Horsfieldia hellwigii
Espèce
Synonymes
- Horsfieldia hellwigii Warb.[2]

Statut de conservation UICN

 LC  : Préoccupation mineure
Horsfieldia hellwigii est une espèce de plantes de la famille des Myristicaceae.

## Liste des variétés
Selon Catalogue of Life (10 avril 2019) :
- variété Horsfieldia hellwigii var. brachycarpa
- variété Horsfieldia hellwigii var. lignosa
- variété Horsfieldia hellwigii var. pulverulenta